# 大宮東宝映画劇場
大宮東宝映画劇場（おおみやとうほうえいがげきじょう）は、京都市上京区の大宮通にあった映画館。
1920年（大正9年）9月、日活の直営館西陣帝國館（にしじんていこくかん、新漢字表記西陣帝国館）として開館した。第二次世界大戦後の1949年（昭和24年）に改称した。
埼玉県さいたま市大宮区にあった大宮東宝会館や大阪市旭区大宮にあった大宮東宝劇場とは異なる。

## 沿革
- 1920年9月 - 西陣帝國館として開館[1][7]
- 1922年 - マキノキネマ（牧野教育映画製作所）が経営権を取得[1]
- 1949年 - 大宮東宝映画劇場と改称[1][2][3][4]
- 1965年8月末 - 閉館[1][14]

## データ
- 所在地 : 京都府京都市上京区大宮通芦山寺上ル西角[1]仲之町483番地1号[15]
  - 1筋南側の寺之内通（寺町通）を用いて「大宮寺ノ内上ル[7][10][4]」「大宮通寺之内上ル二丁目[12][15]」「大宮寺町上ル[8][9]」とも表記された。現況はファミリーマート＋薬ヒグチ西陣北店[15]。

北緯35度2分6.71秒 東経135度44分55.35秒 / 北緯35.0351972度 東経135.7487083度
- 経営 : 
  1. 京都土地興行（日活・横田永之助） [1]
  2. マキノキネマ（牧野教育映画製作所・牧野省三）[1]
  3. 京都土地興行（太田彌三郎[7][8][9]）
  4. 京都興行（山本邦雄[4]）
- 構造 : 木造二階建・洋館建、260坪（約859.5平方メートル）[7]
- 観客定員数 : 975名（1925年[7]）、915名（1927年[8]・1928年[9]・1929年[10]）、659名（1942年[12]・1943年[13]・1950年[3]）

## 概要

### 西陣帝國館の時代
1920年（大正9年）9月、京都府京都市上京区大宮通芦山寺上ル西角、仲之町483番地1号に映画常設館西陣帝國館として開館する。当時日活の興行子会社であった京都土地興行（代表・横田永之助）が設立、同館を日活の直営館として経営した。「帝国館」という名は、1910年（明治43年）9月10日に東京・浅草公園六区に吉沢商店が建てた映画館と同一で、以来、全国に「帝国館」と名のつく映画館が多く建てられ、京都にも新京極通（のちの京都日活映画劇場）と伏見区（のちの伏見帝国館）、そして同館を合わせて3館が存在した。
1922年（大正11年）には、牧野省三の牧野教育映画製作所の興行部門マキノキネマが経営権を取得、同社の作品を上映する映画館となる。1924年（大正13年）には、太田彌三郎が代表をつとめる京都土地興行に経営が移り、興行系統は東亜キネマ、加えてパラマウント映画の輸入映画も上映した。『日本映画年鑑 大正十三・四年』によれば、当時の同館は、260坪（約859.5平方メートル）の広さをもつ木造二階建の洋館であり、観客定員数は975名を収容し、従業員数は16名、そのうち映画説明者（活動写真弁士）は5名を擁した。同書によれば、この当時の西陣地区には、同館と同じく東亜キネマ作品を興行するマキノ倶楽部、帝国キネマ演芸作品を興行する大黒館（のちの西陣キネマ、千本通中立売上ル東入ル北側）、松竹キネマ作品を興行する第二八千代館（のちの西陣八千代館、千本通今出川）、日活の直営館で日活作品を興行する千本座（のちの千本日活館、千本通一条上ル）の合計5館が存在した。
1926年（大正15年）には、興行系統が東亜キネマから独立したマキノ・プロダクションおよび東亜キネマに移っており、『日本映画事業総覧 昭和三・四年版』によれば、同館の経営は太田彌三郎の個人経営、支配人は藤田勝太郎が務めている。この当時の西陣地区には、同館と同じく太田が経営し東亜キネマおよび高松プロダクション作品を興行する西陣弥生館（千本通中立売上ル東）、牧野省三の次男である牧野満男が経営しマキノ・プロダクション作品を興行する西陣マキノ（のちの西陣キネマ）、立花良介の一立商店が経営し松竹キネマおよび帝国キネマ演芸作品を興行する西陣八千代館（千本通今出川）、日活の直営館で日活作品を興行する千本座（経営・京都土地興行）に加えて、寺田亀太郎が経営し東亜キネマほか自由興行を行う堀川中央館（のちの堀川文化劇場、東堀川通下長者町角）および東亜キネマ作品を興行する長久館（のちの京都長久座、堀川通下長者町）、昭和キネマ（のちの昭和映画）が経営し帝国キネマ演芸作品を興行する昭和館（のちの西陣昭和館、千本通下長者町下ル）、と同館を合わせて合計8館が存在した。
1930年（昭和5年）になると、同館は帝国キネマ演芸作品を興行するようになったが、同地区で帝国キネマを興行していた西陣八千代館は第二八千代館と名称を戻し、経営が中島由之助にかわり松竹キネマのみの興行になっている。帝国キネマ演芸が1931年（昭和6年）8月28日に改組して新興キネマになると、同館は引き続き新興キネマの作品を興行し、1933年（昭和8年）に東活映画社の代行会社日本映画が設立されると、同社が製作した数本の映画を二番館として興行している。1940年（昭和15年）には、松竹作品に興行系統を変えている。
第二次世界大戦が始まり、戦時統制が敷かれ、1942年（昭和17年）、日本におけるすべての映画が同年2月1日に設立された社団法人映画配給社の配給になり、映画館の経営母体にかかわらずすべての映画館が紅系・白系の2系統に組み入れられるが、『映画年鑑 昭和十七年版』には同館の興行系統については記述されていない。当時の同館の経営は引き続き京都土地興行、支配人は田口耕、観客定員数は659名であった。当時の西陣地域の映画館は、同館と同じ京都土地興行が経営する千本座、大映が経営する新興映画劇場（のちの西陣大映、中立売通千本東入ル）、松竹が経営する昭和館および京都長久座、従来からの西陣キネマ（西陣京極町、経営・佐々木菊之助）、堀川文化映画劇場（東堀川通長者町33番地、経営・五十棲彦一）、それに千船映画劇場（千本通鞍馬口下ル、経営・原田喜盛）、富貴映画劇場（大宮通寺ノ内下ル、1942年から大鉄映画劇場、経営・大阪鉄道）、と同館を含めて9館が存在した。

### 大宮東宝映画劇場の時代
戦後は、1949年（昭和24年）に大宮東宝映画劇場（大宮東宝劇場とも）と改称、経営は山本邦雄を代表とする京都興行に移っている。当時の同館の支配人は山本邦雄が兼ねており、観客定員数は659名であり戦時中と同数であり、同館は戦禍の影響を受けなかった。いくつかの映画館が、戦争末期の強制疎開で取り壊されたが、1950年（昭和25年）当時、西陣地区には、同館のような戦前・戦時中からの映画館として、日活の直営館である千本日活館（かつての千本座）、松竹の直営館である昭和館、大映作品を興行する長久座、新東宝作品を興行する西陣映画劇場（西陣キネマ）、旧作上映を行う國際映画劇場（のちの西陣大映）、東宝作品を上映する東洋映画劇場（のちの西陣東映劇場、土屋町通中立売上ル）、と同館を含めて7館が存在した。この時代、立命館大学で教鞭をとっていた梅原猛は、同館で黒澤明監督の『野良犬』（1949年）、『羅生門』（1950年）、『生きる』（1952年）といった映画を観たと語っている。梅原によれば、当時の同館の入場料金は30円であったという。
1953年（昭和33年）には、同館と同じ京都興行が千本通中立売下ルに戦後開館した北野劇場（のちの北野東映）を北野東宝と改称、東宝作品の封切館としたため、西陣地区の東宝封切館が2館になった。1961年（昭和36年）7月には、上長者町千本西入ルに新たな東宝封切館として、五番街東宝が開館している。このため、同年、北野東宝は北野東映と改称、東映の封切館に変わった。同年、西陣東映劇場は西陣ニュー東映劇場と改称し、「ニュー東映」の封切館となって地区内の興行を棲み分けた。1963年（昭和38年）、五番街東宝は千本日活と名称を変更している。
1965年（昭和40年）8月末、閉館した。『映画便覧 1964』にはすでに同館の記載はない。閉館後は大発マーケットになったが、のちに同マーケットは撤退し、2021年（令和3年）現在は、跡地にファミリーマート＋薬ヒグチ西陣北店が建っている。